# Крив Кур (Илиноис)
Крив Коур (енгл. Creve Coeur) град је у америчкој савезној држави Илиноис.

## Демографија
По попису из 2010. године број становника је 5.451, што је 3 (0,1%) становника више него 2000. године.
| Група             | 2000.         | 2010.         |
| Белци             | 5.243 (96,2%) | 5.156 (94,6%) |
| Афроамериканци    | 21 (0,4%)     | 38 (0,7%)     |
| Азијати           | 10 (0,2%)     | 9 (0,2%)      |
| Хиспаноамериканци | 106 (1,9%)    | 145 (2,7%)    |
| Укупно            | 5.448         | 5.451         |